# Río Saluda
El río Saluda (en inglés: Saluda River) es un río estadounidense que discurre por Carolina del Sur. Nace por la confluencia de dos pequeños ríos —Reedy y  Little Saluda— en el noroeste del estado y fluye dirección sureste hasta unirse al río Broad en la ciudad de Columbia, formando en esa unión el río Congaree que posteriormente se unirá al río Wateree, formando estos dos últimos el río Santee, que acaba desembocando en el océano Atlántico al norte de la ciudad de Charleston.
Antes de unirse al río Broad, el Saluda está represado formando el lago Murray. El río está muy contaminado por acción de la presa y las industrias de la zona, por lo que en 2008 un grupo de ciudadanos de Slater-Marietta se manifestaron en una campaña llamada Save Our Saluda (Salvemos nuestro Saluda), y consiguieron que el gobierno incluyese este río en la lista de ríos amenazados, para que tenga una mejor conservación.